# Brzóski Brzezińskie
Brzóski Brzezińskie [pronunciación en polaco: /ˈbʐuski bʐɛˈʑiɲskʲɛ/] es un pueblo en el distrito administrativo de Gmina Wysokie Mazowieckie, dentro del Distrito de Wysokie Mazowiecki, Voivodato de Podlaquia, en el noreste de Polonia.
Se encuentra aproximadamente 3 kilómetros al este de Wysokie Mazowieckie y 56 kilómetros al sudoeste de la capital regional, Białystok.